# Rolf Mitzner
Rolf Mitzner (* 23. Januar 1931 in Riga; † 19. April 2023) war ein deutscher Chemiker und Hochschullehrer.

## Leben
Von 1937 bis 1939 besuchte er die Volksschule in Tartu. Von 1950 bis 1956 studierte er Chemie, Physik und Mathematik an der PH Potsdam. Nach der Promotion zum Dr. rer. nat. 1962 und der Habilitation 1964 leitete er von 1968 bis 1990 den Fachbereich Physikalische Chemie. Ab 1990 war er Inhaber des Lehrstuhls für Physikalische Chemie an der Pädagogischen Hochschule Potsdam. Mitzner wurde im September 1990 zum Rektor der damaligen Brandenburgische Landeshochschule Potsdam gewählt und im Juli 1991 von Wissenschaftsminister Hinrich Enderlein mit der Schaffung der Universität Potsdam betraut. Mitzner war von 1991 bis 1995 Gründungsdirektor der Universität.
Er forschte zu Kinetik photochromer Verbindungen und Stoffkonstanten.

## Auszeichnungen
- 2008 Verdienstorden des Landes Brandenburg

## Schriften (Auswahl)
- Physikalisch-chemisches Grundpraktikum. Berlin 1980, OCLC 67598567.
- Untersuchungen zur reduktiv katalysierten Cycloreversion des Acridiziniumphotodimeren. Berlin 1984, OCLC 722787580.
- mit Gerhard Röbisch und Dieter Heilmann: Physikalisch-chemische Arbeitsmethoden. Berlin 1985, OCLC 74723050.
- Mathematische Hilfsmittel für die Ausbildung von Diplomlehrern der Kombination Chemie-Biologie. Berlin 1988, OCLC 75031306.